# برده‌داری در افغانستان
برده‌داری در افغانستان در تاریخ پسا کلاسیک افغانستان وجود داشت، در قرون وسطی ادامه یافت و حداقل تا دهه ۱۹۲۰ میلادی ادامه یافته است.
منشأ بردگان در افغانستان در دوره‌های مختلف تغییر کرده و بردگان در افغانستان هرگز قومیت خاصی نداشتند. برده داری در افغانستان به‌طور رسمی در سال ۱۹۲۳ میلادی لغو شد.

## تاریخ
پس از حمله اعراب به ایران، مناطقی از ایران و افغانستان که اسلام نیاورده بودند، مناطق کافر شمرده شدند و در نتیجه، هدف مشروع یورش و اسارت به عنوان برده به‌شمار می‌رفتند. این یورش‌ها از مناطقی که جمعیت آن مسلمان شده بودند انجام می‌شد. به عنوان مثال دیلم در شمال غربی ایران و منطقه کوهستانی غور در مرکز افغانستان هر دو در معرض حملات بردگانی بودند که از مناطق مسلمان نشین انجام می‌شد.
به بردگی گرفتن اسیران جنگی مشروع تلقی می‌شد. به عنوان مثال، در زمان سرنگونی صفویان (۱۷۲۲–۱۷۳۰)، هزاران نفر به بردگی گرفته شدند و بلوچها به منظور دستگیری مردم و به بردگی کشیدن آنان، به‌طور مرتب به جنوب شرق ایران یورش بردند. قاچاق برده در افغانستان به ویژه در شمال غرب فعال بود، جایی که سالانه ۴۰۰ تا ۵۰۰ برده فروخته می‌شد. در جنوب ایران، والدین فقیر فرزندان خود را به بردگی فروختند و در اواخر سال ۱۹۰۰ میلادی، یورش بردگان توسط سرداران در جنوب ایران انجام می‌شد. بازارهای این اسیران اغلب در عربستان و افغانستان بود. «بیشتر کنیزانی که در خانه‌های اعیان قندهار به عنوان خانه‌داری کار می‌کردند، از ولسوالی‌های دورافتاده قاین آورده شده بودند.»
حاکمان افغانستان معمولاً حرمسرایی با چهار زن رسمی و همچنین تعداد زیادی همسر غیررسمی برای دیپلماسی ازدواج قبیله‌ای علاوه بر زنان برده شده حرمسرا که به نام کنیز و «surati» یا «surriyat» ( معشوقه یا صیغه) که توسط غلام بچه‌ها (خواجه‌گان) محافظت می‌شدند داشتند.
اکثر بردگان به عنوان کارگران کشاورزان، بردگان خانگی و برده‌های جنسی به کار گرفته می‌شدند، در حالی که سایر بردگان در مناصب اداری خدمت می‌کردند. بردگان در افغانستان گونه‌ای از تحرک اجتماعی را برخوردار بودند، به ویژه بردگانی که تحت مالکیت حکومت حاکم بودند. از آنجایی که برخی از جوامع قبیله ای افغانستان به راحتی به تجارت برده نمی‌پرداختند، برده‌داری بیشتر در جوامع شهری رایج‌تر بود. بر اساس برخی منابع، ماهیت غیرمتمرکز قبایل افغان، مناطق شهری بیشتری را مجبور به واردات برده برای جبران کمبود نیروی کار می‌کرد. بیشتر بردگان در افغانستان از ایران و آسیای مرکزی وارد شده بودند.

بر اساس گزارش یک سفرنامه به افغانستان که در لندن در سال ۱۸۷۱منتشر شده (منبع:ژورنال انجمن سلطنتی جغرافیای لندن):
| « | به نظر می‌رسد که کشوری که بین کابل و آمودریا قرار دارد، در وضعیت بسیار بی‌قانونی قرار دارد؛ برده‌داری مانند همیشه گسترده است و از طریق منطقه هزاره (در پاکستان امروزین)، بدخشان، واخان، تاشکورگان، هنزه و غیره امتداد دارد. یک مردی قوی برده اگر بتواند کار را به خوبی تحمل کند، در بدکشان علیا ارزشی برابر با یکی از سگ‌های بزرگ کشور یا یک اسب تقریباً معادل ۸۰ روپیه دارد. یک کنیز از چهار اسب یا بیشتر با توجه به ظاهرش و غیره ارزش دارد. با این حال، تقریباً همیشه مردان با سگ مبادله می‌شوند. زمانی که من در تبت کوچک (لداخ) بودم، یک برده بازگشته که در ارتش کشمیر بود به اردوگاه من پناه برد. او گفت که از نظر غذا و غیره با او به اندازه کافی خوب رفتار می‌شود، اما او هرگز از صحبت کردن درمورد معاوضه شدنش با یک سگ دست برنمی‌داشت و دائماً در موردش صحبت می‌کرد. {به گفته وی} مردی که او را فروخته بود ظاهراً سگ را حیوان بهتری از او می‌دانسته. در بدخشان پایین و جاهای دورتر، نحوه پرداخت برای بردگان بسیار بهتر بود و پرداخت آن به صورت سکه صورت می‌گیرد. | » |

در پاسخ به قیام سال‌های ۱۸۸۸–۱۸۹۳ عبدالرحمن خان امیر افغانستان علیه شیعیان مسلمان «جهاد» اعلام کرد. ارتش بزرگ او با شورش در ارزگان که مرکز قیام بود مردم محل را در سال ۱۸۹۳ شکست دادند در این جریان بیش از ۶۰ درصد هزاره‌ها قتل‌عام و برخی از این میان به کشورهای همسایه آواره شدند. به گفته سید عسکر موسوی: «هزاران مرد، زن و کودک هزاره در بازارهای کابل و قندهار به عنوان برده فروخته شدند، در حالی که برج‌های متعدد سر انسان از شورشیان شکست خورده ساخته شد تا هشداری برای دیگران باشد که ممکن است حاکمیت امیر را به چالش بکشند.» هزاره‌ها در این دوران دارایی‌ها، منازل و مراتع و نیز بخش قابل توجه‌ای از زمین‌های قابل کشت خود را از دست دادند.

## لغو برده‌داری
امان‌الله خان در دهه ۱۹۲۰ برده داری را ممنوع ساخت و تا زمان لغو رسمی برده داری در سال ۱۹۲۳ میلادی، حدود ۷۰۰ برده در کابل وجود داشته که به آنها بیگار گفته می‌شدند. بردگان زیر دوازده سال به قیمت ۵۰ روپیه و بردگان بالای دوازده سال ۳۰ روپیه فروخته می‌شدند. اکثر خانواده‌های ثروتمند حداقل یک یا دو برده داشتند و مرسوم بود که آنها را به عنوان هدیه مبادله کنند. غلامان مرد اغلب به عنوان غلام و زن به عنوان کنیز (کنیزان خانگی) یا «surriyat» ( اشاره به صیغه) نامیده می‌شدند.
امان‌الله خان در قانون اساسی ۱۹۲۳ برده داری را در افغانستان ممنوع کرد، اما این عمل سال‌ها به‌طور غیررسمی ادامه داشت. آرورا نیلسون سوئدی که در سالهای ۱۹۲۶–۱۹۲۷ در کابل زندگی می‌کرد، در خاطرات خود وقوع برده داری در کابل را شرح داده است و همچنین چگونگی فرار یک زن آلمانی، بیوه مردی آفریدی به نام عبدالله خان را که به این کشور فرار کرده بود. این بیوه با فرزندانش از جانشین شوهر فقیدش، در حراجی عمومی فروخته شد و با خرید سفارت آلمان به قیمت ۷۰۰۰ مارک، آزادی خود را به دست آورد.

## برده داری مدرن در افغانستان
افغانستان آسیب پذیرترین کشور در برابر برده داری مدرن در آسیا و اقیانوسیه است و دومین کشور از لحاظ شیوع برده داری مدرن در منطقه است. بعد از به قدرت رسیدن طالبان، آسیب‌پذیری در برابر برده داری مدرن افزایش یافته است. طالبان نه تنها برای مبارزه با برده داری مدرن اقدامی انجام نداده‌اند. بلکه، برخی گزارش‌ها نشان می‌دهند که طالبان برخی از اشکال برده‌داری مدرن را تداوم می‌بخشند، برای مثال ازدواج‌های اجباری و استخدام کودکان سرباز.البته باید اشاره کنیم که اشکال برده داری که توسط طالبان اجرا می‌شود به ویژه مدرن نیستند. ازدواج زودهنگام و اجباری دختران، کار اجباری و برده داری کودکان، آدم‌ربایی و ناپدید شدن کسانی که علیه حکومت سخن می‌گویند، و محرومیت از حقوق و آزادی‌های اولیه انسانی در واقع اشکال باستانی کنترل و سرکوب است.کمیسیون مستقل حقوق بشر افغانستان در گزارشی اعلام کرد که در حال حاضر بیش از یک سوم کودکان افغان برای حمایت از خانواده خود مشغول کار هستند. این سازمان اظهار کرد که این کودکان عمدتاً در بخش‌هایی مانند مشاغل خانگی، قالی بافی، استخراج نمک و خشت پزی کار می‌کنند. در همین حال، سازمان بین‌المللی کار می‌گوید که تقریباً ۱٫۱ میلیون کودک در افغانستان مشغول کارهای شاقه هستند.میتوان گفت این موارد باعث افزایش مهاجرت می‌شوند؛ زیرا مردم به دنبال فرار از سلطه طالبان هستند، و در این میان احتمالاً فرصت‌هایی را برای قاچاقچیان ایجاد می‌کند که این یعنی فراهم شدم فرصت برای قاچاق انسان و قاچاق انسان یکی دیگر از انواع برده داری است.در گزارشی که توسط وزارت امور خارجه ایالات متحده در مورد قاچاق انسان منتشر شد اعلام شد، قاچاقچیان انسان قربانیان را در افغانستان مورد سوء استفاده قرار می‌دهند. و اکثر قربانیان قاچاق افغان، کودکانی هستند که عمدتاً پسران بین ۱۳ تا ۱۸ سال و اغلب بدون همراه، توسط خانواده‌هایشان مجبور می‌شوند تا برای کار به سایر نقاط افغانستان یا خارج از کشور به ترکیه، ایران و پاکستان برای حمایت از خانواده‌های شان مهاجرت کنند.